# Szerokie Kalackie

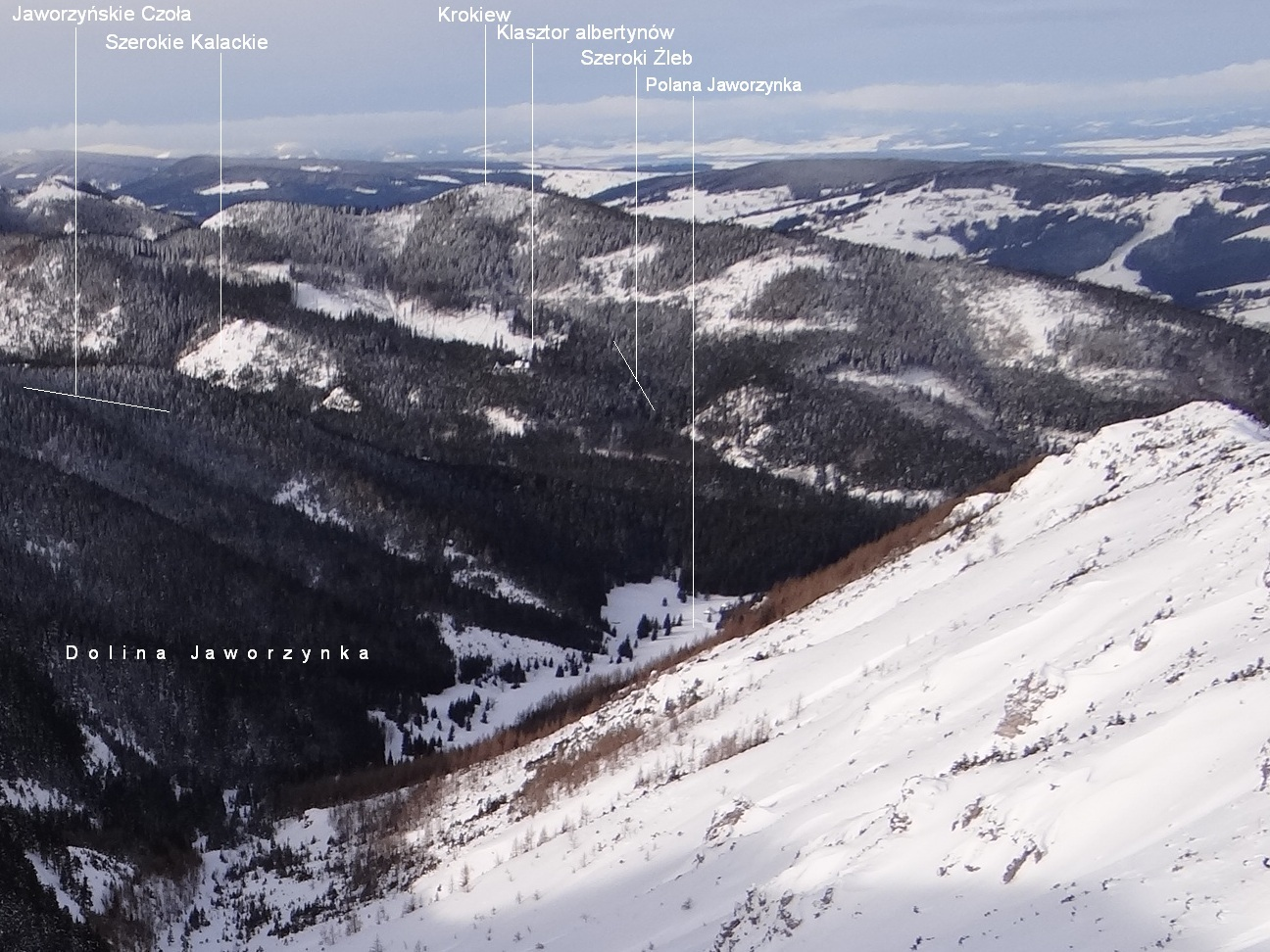
Widok ze Skupniowego Upłazu

Szerokie Kalackie – dość stromy upłaz w Kuźnicach w polskich Tatrach Zachodnich. Znajduje się na południowo-wschodnim stoku opadającym do Drogi Brata Alberta nieco poniżej Kalatówek. Szerokie Kalackie znajduje się w grzbiecie będącym przedłużeniem w północno-wschodnim kierunku grzbietu Kalackiego Upłazu. Obydwa te upłazy oddzielone są krótkim i zalesionym żlebem spadającym spod Przełęczy Białego. Przeciwległe do Szerokiego Kalackiego stoki grzbietu opadają do Szerokiego Żlebu, w lesie zaś na zakończeniu grzbietu (na tzw. Śpiącej Górze) znajduje się klasztor Albertynów na Śpiącej Górze.
Obecnie na Szerokim Kalackim jest jeszcze spora, trawiasto-piarżysta i stopniowo zarastająca lasem halizna z niewielkimi skałkami. Poza tym miejsce to jest zalesione. Dawniej jednak, w okresie pasterstwa, było tutaj wiele należących do Hali Kalatówki trawiastych halizn. Jeszcze obecnie na mapie Geoportalu (zarówno w wersji topograficznej, jak i satelitarnej) widoczne są tutaj trawiaste, zarastające lasem halizny. Przez Szerokie Kalackie prowadzi szlak turystyczny (Ścieżka nad Reglami).
Na Szerokim Kalackim znaleziono zagrożony wyginięciem gatunek grzyba koronica ozdobna Sarcosphaeria coronaria.

## Szlaki turystyczne
– czarny: Kalatówki – Przełęcz Białego – Dolina Białego